# Karl Starbäck
Karl Starbäck (26 décembre 1863 - 30 septembre 1931) est un botaniste et parlementaire suédois. Il obtient son doctorat en 1894 à l'université d'Uppsala et poursuit une carrière académique, publiant en particulier des articles botaniques, en particulier sur la mycologie. En parallèle, il s'engage politiquement dans des partis libéraux et est membre du parlement de 1902 à 1914 puis de 1921 à 1924. Il est actif en particulier sur les questions de protection de la nature, et est en grande partie responsable de la création des parcs nationaux de Suède en 1909.